# 알하젬 FC
알하젬 FC(아랍어: نادي الحزم السعودي)는 아르라스를 연고로 하는 사우디아라비아의 축구단이다. 현재 사우디 프로리그에 참가하고 있다.

## 우승
- 사우디 1부 리그: 2004–05
- 사우디 2부 리그: 1999–00
- 사우디 3부 리그: 1997–98

## 선수 명단

### 현역
참고: FIFA 자격 규정에 따라 소속된 국가대표팀 국기를 표시합니다. 선수는 복수의 FIFA 비회원국 국적을 가지고 있을 수 있습니다.
| 번호 | 포지션 | 국적   | 이름                |
| ---- | ------ | ------ | ------------------- |
| 10   | FW     | 세네갈 | 이브라히마 은디아예 |

| 번호 | 포지션 | 국적 | 이름 |
| ---- | ------ | ---- | ---- |

## 역대 감독
| 감독            | 임기      |
| --------------- | --------- |
| 조제 모라이스   | 2007~2008 |
| 안드레          | 2020      |
| 모하메드 다흐만 | 2020      |
| 콘스탄틴 글커   | 2021~2022 |
| 필리프 구베야   | 2022~2023 |

틀:알하젬 FC 선수 명단